# Неретин, Михаил Фёдорович
Михаил Фёдорович Неретин (9 января 1918, с. Усть-Мосиха, Куликовская волость, Барнаульский уезд, Алтайская губерния — 1992, Москва) — советский военный деятель, генерал-майор (1966), Почётный сотрудник госбезопасности (1972).
В 1938—1941 служил срочную службу (красноармеец 69-го полка 9-й дивизии Забайкальского округа внутренних войск НКВД). Несколько месяцев работал инструктором Алтайского крайпотребсоюза. В 1941—1942 уполномоченный уголовного розыска и ст. оперуполномоченный ОБХСС управления НКВД Алтайского края.
В 1942 оперуполномоченный НКВД по 17-й стрелковой дивизии 43-й армии, Западный и Калининский фронт. В 1942—1945 оперуполномоченный НКВД, отдел контрразведки «Смерш» 43-й армии на 1-м Прибалтийском, 2-м и 3-м Белорусских фронтах.
В 1946—1952 служил в оперативном отделе МГБ по Северной группе войск. В 1952—60 на руководящих должностях в ОО МГБ — КГБ по ПрибВО. В 1962—1968 начальник ОО КГБ по Забайкальскому ВО. Генерал-майор (1966).
В командировке в Египте (1968—1974). В 1974—1981 служил в представительстве КГБ при МВД ПНР.
Награждён орденами Красной Звезды (дважды), Красного Знамени, Отечественной войны 2-й и 1-й степеней, медалью «За Отвагу» и другими медалями. Почетный сотрудник госбезопасности (1972).
Почетный гражданин г.Юхнов (Калужская область).